# Espèce relique

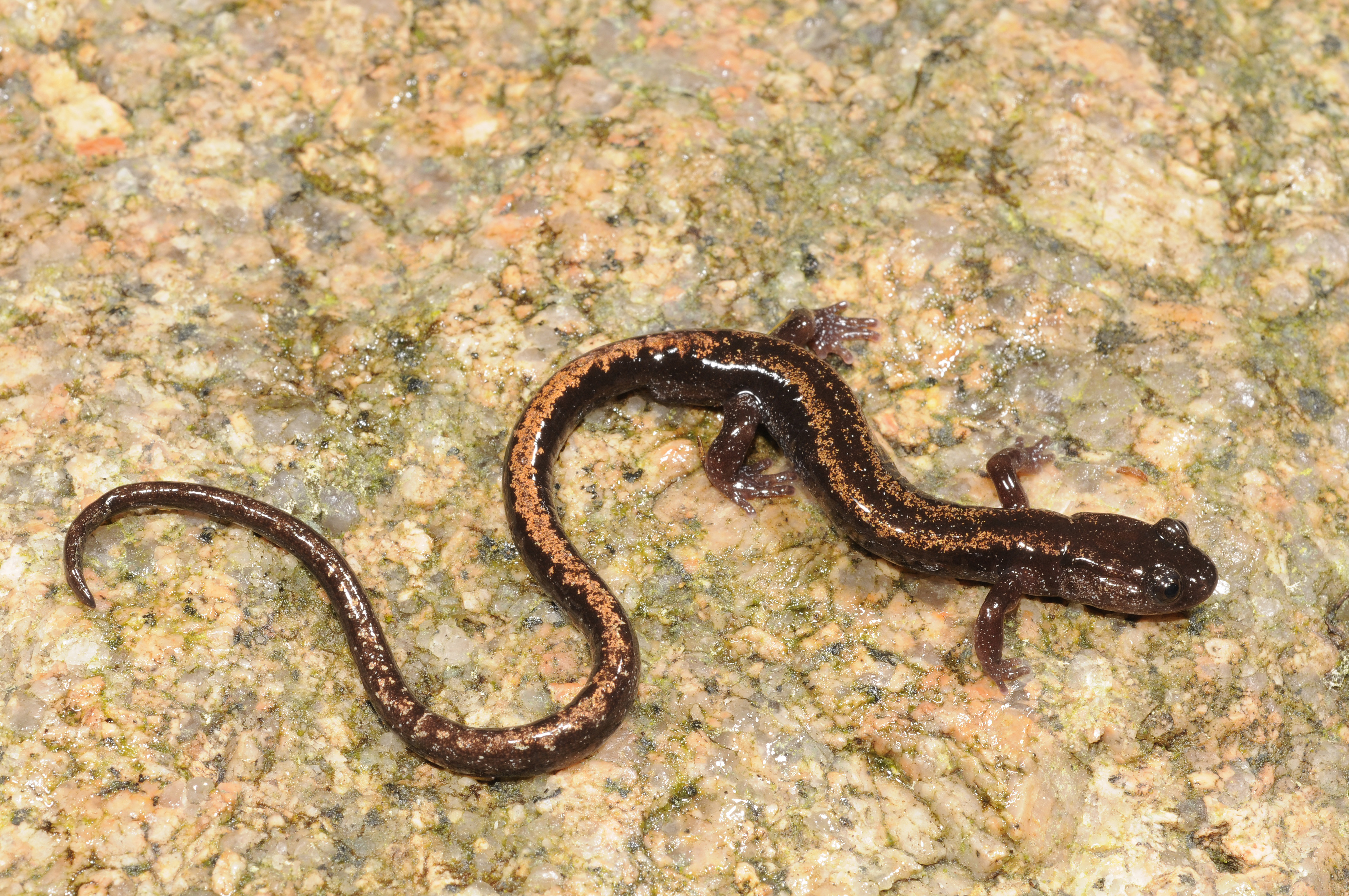
Le Chioglosse portugais, une espèce de la forêt caducifoliée européenne qui s'est réfugiée dans le nord-ouest de la péninsule Ibérique durant les glaciations du Pléistocène, et qui n'en est pas sorti depuis.

En biologie, une espèce relique est une espèce dont l'aire de répartition est très limitée en comparaison de sa dimension dans des temps plus anciens, ou qui témoigne d'un taxon plus diversifié et répandu dans le passé lointain.  

## Définitions
L'épithète relique vient du latin reliquiae, les restes, les survivants, du verbe relinquere, laisser derrière soi.
Une espèce relique est une espèce presque éteinte, d'origine ancienne, qui ne se rencontre que dans une aire limitée. Il s'agit d'une espèce endémique d'une petite région, seul reste d'une aire de répartition beaucoup plus vaste de l'espèce, ou d'un groupe d'espèces proches, dans des temps plus anciens.
On parle plutôt de « population relique » lorsque ce n'est pas l'espèce en elle-même, mais seulement une population de cette espèce qui se retrouve isolée des zones auxquelles cette espèce est rattachée, généralement pour des raisons de modifications climatiques.
Il peut éventuellement s'agir d'une espèce présentant des caractères archaïques et qui se trouve comme isolée dans la classification des êtres vivants. Dans ce cas, le terme d'espèce relique est considéré préférable à l'appellation de « fossile vivant » créée par Darwin, car ces animaux ont considérablement évolué depuis les espèces fossiles auxquelles ils ressemblent superficiellement. On préfère aussi utiliser dans ce cas les termes d'« espèce panchronique » ou de « taxon relique ».

## Cas de la flore
Parmi les espèces endémiques ayant une aire de répartition restreinte, certaines sont des espèces reliques, car leur aire de répartition passée a été beaucoup plus étendue. Cette rétraction  résulte de divers changements du climat, en particulier les intenses oscillations climatiques du Pléistocène. Ces espèces reliques, particulièrement nombreuses chez les végétaux, participent pour une bonne partie de l'endémisme actuel. 
Pour les régions tempérées par exemple, plusieurs cas de figure sont possibles :
- des espèces adaptées aux biomes froids (toundra et forêt boréale), qui prospéraient en plaine durant les périodes glaciaires, et qui ont trouvé refuge en altitude sur les massifs de montagnes durant les périodes plus chaudes comme actuellement (Holocène), ou parfois à basse altitude dans des milieux où elles subissent peu la concurrence des autres végétaux, comme des falaises ou les tourbières acides.
- des espèces de climat doux, qui s'étaient fortement répandues durant l'ère Tertiaire, qui ont trouvé un refuge dans des zones à microclimat relativement stable durant le Pléistocène. C'est le cas par exemple de plusieurs espèces issues de la laurisylve subtropicale péri-méditerranéenne de l'ère Tertiaire, aujourd'hui confinées aux petites îles de Macaronésie, mais aussi le Séquoia sempervirent sur la côte du Pacifique en Californie, dernier représentant d'un genre autrefois répandu dans tout l'hémisphère Nord, y compris en Europe jusqu'aux précédentes interglaciaires du Pléistocène.
- des espèces de climat tempéré, qui ont reculé durant les glaciations et qui n'ont pas retrouvé naturellement leur vaste aire de répartition potentielle malgré un climat qui leur est redevenu favorable, à cause d'une faible capacité de recolonisation ou de la présence de barrières écologiques, comme c'est le cas pour le Marronnier d'Europe, les Cèdres, le Rhododendron pontique ou encore le Métaséquoia. Ces espèces retrouvent parfois leur aire potentielle par le biais de leur réintroduction par l'homme, et démontrent alors leur très bonne préadaptation en se naturalisant très facilement, au point d'être parfois considérées comme invasives puisque leur indigénat n'est pas connu de mémoire d'homme dans les régions recolonisées et que leur retour modifie parfois l'écosystème.

Dans le Paléarctique occidental, certaines zones géographiques, qui ont été des refuges glaciaires pendant le Pléistocène pour les espèces de climat tempéré, ont une biodiversité plus grande que le reste de l'Europe, parce qu'elles comportent un grand nombre d'espèces reliques qui ont disparu de la forêt tempérée d'Europe durant les glaciations et qui n'ont pas encore réussi à la reconquérir malgré un climat aujourd'hui redevenu favorable pour elles en Europe depuis le début de l'Holocène. Ces zones sont notamment les montagnes des Balkans, l'Anatolie et le Caucase. À l'échelle plus large de tout le Paléarctique (l'Eurasie tempérée), la zone refuge la plus importante pour la forêt tempérée se situe sur les contreforts méridionaux et orientaux de l'Himalaya et les montagnes du sud de la Chine, où la biodiversité des forêts tempérées, en altitude, est la plus élevée dans le monde, et encore partiellement représentative de ce que furent les forêts tempérées d'Eurasie avant les glaciations du Pléistocène qui ont fortement diminué leur biodiversité. Les montagnes du Mexique constituent un refuge du même type pour la forêt tempérée du Néarctique (l'Amérique du Nord), avec aussi une biodiversité restée très riche.
Certaines espèces reliques peuvent avoir des origines beaucoup plus anciennes, comme les Araucarias dans l'hémisphère Sud, derniers représentants d'un genre fortement représenté dans les vastes forêts qui couvraient le Gondwana, dont faisaient partie l'Antarctique. C'est aussi le cas de Gingko biloba en Chine, relique d'un genre remontant à l'ère Primaire et qui a connu une vaste répartition dans tout l'hémisphère Nord durant l'ère Secondaire et une grande partie de l'ère Tertiaire.

## Cas de la faune
Chez les animaux, on peut trouver des espèces reliques dans tous les groupes, mais elles sont plus nombreuses chez les groupes d'animaux qui ont de faibles capacités de déplacement et de recolonisation. 
Chez les Amphibiens, un certain nombre d'Urodèles endémiques d'Europe du Sud par exemple, sont pour la plupart des espèces reliques, derniers représentants de la grande diversité d'urodèles qui peuplaient les forêts tempérées européennes durant l'ère Tertiaire. Les Urodèles ont été décimés par les glaciations du Pléistocène. Parmi les espèces qui ont survécu, un bon nombre sont restées confinées dans des aires restreintes et n'ont pas eu le temps de recoloniser l'Europe durant l'Holocène. Ces espèces ne sont pas issues d'une évolution locale, mais sont bien les reliques de clades d'Urodèles qui furent beaucoup plus répandus et diversifiés dans un passé lointain. En effet, beaucoup de ces espèces sont très divergentes phylogénétiquement et ont leurs plus proches parents actuels souvent à de grandes distances géographiques, parfois sur d'autres continents. On peut citer les deux Salamandrines à lunettes d'Italie qui appartiennent à la branche la plus séparée génétiquement dans la famille des Salamandridae, le Chioglosse portugais isolé dans le nord-ouest de la péninsule Ibérique et dont le plus proche parent actuel est Mertensiella caucasica qui est lui aussi isolé, mais pas plus près que dans le Caucase, le Pleurodèle de Waltl dont les parents les plus proches sont les Tylototriton et les Echinotriton d'Asie orientale. Chez les Proteidae, il y a le célèbre Protée anguillard dans les Balkans, alors que les seuls autres représentants de la famille sont les Nectures d'Amérique du Nord, preuve que la famille a été répandue dans tout l'hémisphère Nord. On peut dire la même chose pour les Spélerpès européens, qui ont des aires de distribution extrêmement petites, dans les Alpes ligures, en Sardaigne et en Italie, alors qu'on ne trouve d'autres représentants de leur famille, les Plethodontidae, qu'en Amérique et en Corée.
En Amazonie, la plus forte biodiversité d'amphibiens, comme pour les végétaux, se trouve dans le haut bassin amazonien, c'est-à-dire dans la partie colombienne, péruvienne et équatorienne et à l’extrême ouest du Brésil, car c'est là que la forêt équatoriale a perduré durant les périodes glaciaires qui ont surtout été des périodes d'assèchement pour la zone intertropicale, ayant fortement réduit la forêt amazonienne à des poches dans cette zone.

## Exemples

### Faune

#### Mammifères
- le Desman des Pyrénées (Galemys pyrenaicus)
- la Musaraigne de Miller (Neomys anomalus)
- le Lynx pardelle (Lynx pardinus)
- le Phoque moine de Méditerranée (Monachus monachus)

#### Amphibiens
- le Protée anguillard (Proteus anguinus)
- les Salamandrines à lunettes (Salamandrina)
- le Chioglosse portugais (Chioglossa lusitanica)
- le Pleurodèle de Waltl (Pleurodeles waltl)
- les Spélerpès (Speleomantes et Atylodes)

#### Autres
- le Grand-verdier à ailes d'or
- le rotifère Rhinoglena kutikovae

### Flore
- le Marronnier d'Europe (Aesculus hippocastanum)
- le Copalme d'Orient (Liquidambar orientalis)
- le Ptérocaryer du Caucase (Pterocarya fraxinifolia)
- les Zelkovas en Europe : Zelkova carpinifolia dans le Caucase, Zelkova abelicea en Crète et Zelkova sicula en Sicile.
- la Ramondie des Pyrénées (Ramonda myconi)
- le Rhododendron pontique (Rhododendron ponticum)
- l'Épicéa de Serbie, (Picea omorika)
- le Laurier du Portugal (Prunus lusitanica)
- le Ginkgo (Ginkgo biloba)
- le Métaséquoia (Metaséquoia glyptostroboides)
- l'Arganier (Argania spinosa)
- le Welwitschia mirabilis